# Tamariscella faulense
Tamariscella faulense là một loài Rêu trong họ Thuidiaceae. Loài này được (Reichardt) Müll. Hal. miêu tả khoa học đầu tiên năm 1876.